# بني عبس (الشرقية)
قرية بنى عبس هي إحدى القرى التابعة لمركز اولاد صقر في محافظة الشرقية في جمهورية مصر العربية. حسب إحصاءات سنة 2006، بلغ إجمالي السكان في بنى عبس 4594 نسمة، منهم 2356 رجل و2238 امرأة.